# باتری قابل شارژ قلیایی

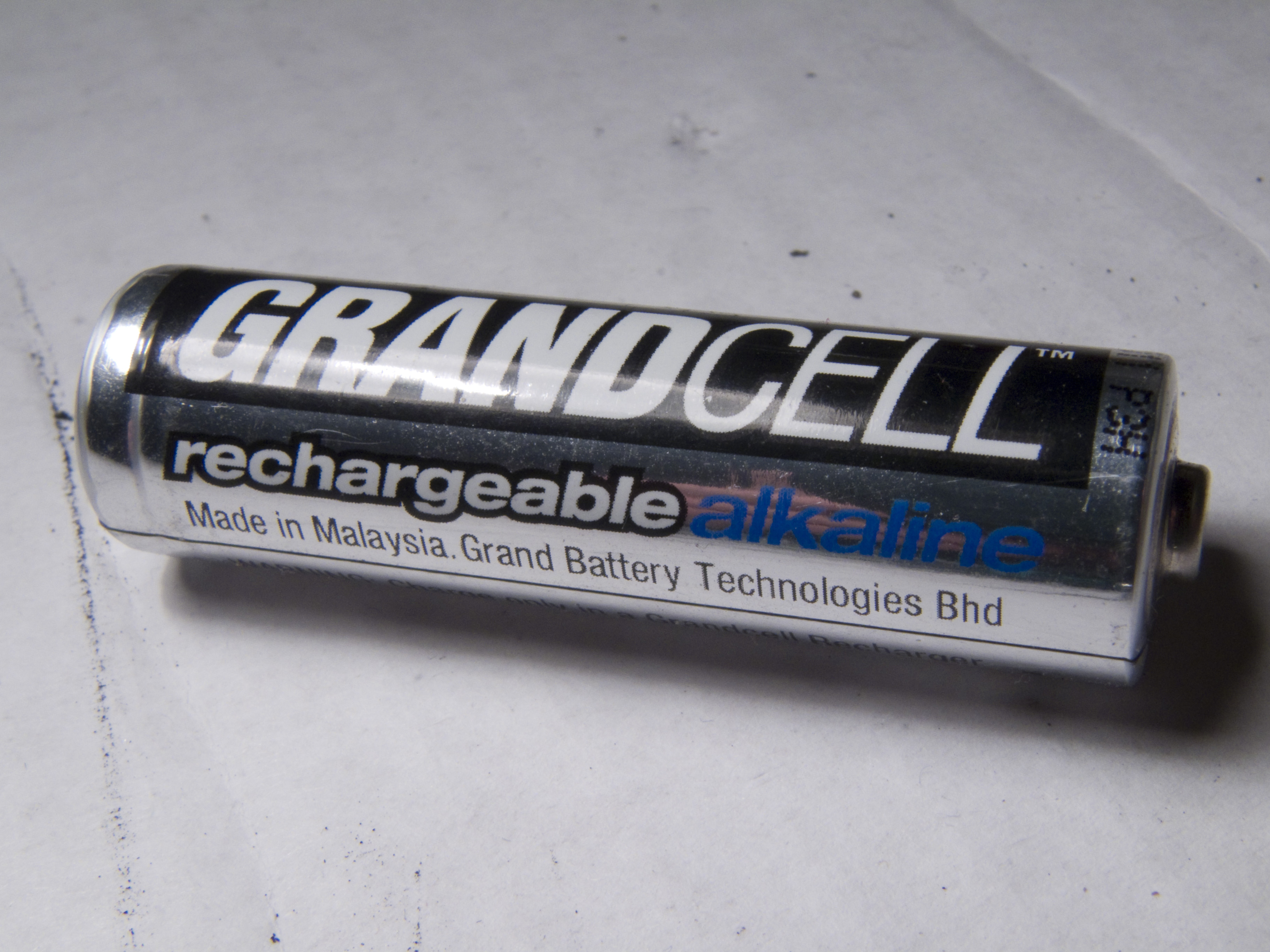
یک نمونه از باتری قابل شارژ قلیایی در ابعاد AA

باتری پرکردنی قلیایی(به انگلیسی: Rechargeable alkaline battery) گونه‌ای از باتری پرکردنی است که بر خلاف باتری‌های قلیایی معمولی قابلیت پرشوندگی مجدد را دارا می‌باشد. این باتری‌ها نخستین بار در یک شرکت تحقیقاتی تولید و عرضه شدند. از ویژگی‌های مهم این باتری‌ها می‌توان به زمان بالای نگهداری قوه آن اشاره کرد. این باتری‌ها می‌توانند با یک بار پرکردن تا چند سال قوه خود را بدون استفاده نگهدارند در حالی که در نوع نیکل-کادمیم و نیکل-هیدرید فلز، به دلیل مقاومت‌های داخلی قوه، این مدت زمان بسیار کمتر است.